# Philippinische Badmintonmeisterschaft 1966
Die Philippinische Badmintonmeisterschaft 1966 fand in Manila statt. Es war die 18. Austragung der nationalen Titelkämpfe der Philippinen im Badminton.

## Titelträger
| Disziplin    | Sieger                  |
| ------------ | ----------------------- |
| Herreneinzel | Armando Yanga           |
| Dameneinzel  | Mary Tan                |
| Herrendoppel | Conrado Co Sy Khim Piao |
| Damendoppel  | Carmen Lopez Mary Tan   |
| Mixed        | nicht ausgetragen       |